# Lac Poulin-De Courval
Lac Poulin-De Courval är en sjö i Kanada.   Den ligger i regionen Saguenay–Lac-Saint-Jean och provinsen Québec, i den östra delen av landet, 500 km nordost om huvudstaden Ottawa. Lac Poulin-De Courval ligger 608 meter över havet. Arean är 28,3 kvadratkilometer. Den sträcker sig 9,4 kilometer i nord-sydlig riktning, och 8,3 kilometer i öst-västlig riktning.
I omgivningarna runt Lac Poulin-De Courval växer i huvudsak blandskog. Trakten runt Lac Poulin-De Courval är nära nog obefolkad, med mindre än två invånare per kvadratkilometer.